# Perisama
Perisama is een geslacht van vlinders uit de tribus Callicorini van de Nymphalidae. De lijst van soorten in dit artikel volgt die van de Nymphalidae Systematics Group.

## Synoniem
- Orophila Staudinger, 1886

## Soorten
- P. alicia Hewitson, 1868
- P. astuta Dognin, 1899
- P. barnesi Schaus, 1913
- P. beckeri Hewitson, 1854
- P. bonplandii Guérin-Meneville, 1844
- P. cabirnia (Hewitson, 1874)
- P. calamis Hewitson
- P. camelita Hewitson
- P. campaspe (Hewitson, 1869)
- P. canoma Druce, 1874
- P. cecidas (Hewitson, 1869)
- P. clisithera (Hewitson, 1874)
- P. clisthera 1874	)
- P. cloelia Hewitson, 1868
- P. comnena Hewitson, 1868
- P. cotyora (Hewitson, 1874)
- P. chaseba Hewitson, 1855
- P. diotima (Hewitson, 1852)
- P. eliodora Dognin, 1888
- P. eminens Oberthür, 1881
- P. euriclea Doubleday, 1847
- P. gisco Godman & Salvin, 1880
- P. goeringi Druce, 1875
- P. guerini Felder, 1867
- P. hazarma Hewitson, 1877
- P. hilara Salvin, 1869
- P. humboldtii Guérin-Meneville, 1844
- P. inconspicua Mengel, 1916
- P. jurinei (Guenée, 1872)
- P. lanice Hewitson, 1868
- P. laxis (Guenée, 1872)
- P. lebasii Guérin-Meneville, 1844
- P. lucrezia Hewitson, 1868
- P. mexicana Hoffmann, 1940
- P. morona Hewitson, 1868
- P. moronina Röber, 1915
- P. nyctimene Hewitson, 1868
- P. oppelii Latreille, 1811
- P. ouma 1891
- P. patara Hewitson, 1854

- P. philinus Doubleday, 1849
- P. picteti (Guenée, 1872)
- P. plistia 1916
- P. priene Hopffer, 1874
- P. pseudolebasi Strand, 1916
- P. refulgens Oberthür, 1916
- P. rusea Masters, 1970
- P. sinerubra Mengel, 1919
- P. tepuiensis Attal & De Marmels, 2012
- P. tringa (Guenée, 1872)
- P. tryphena Hewitson, 1857
- P. vaninka Hewitson, 1854
- P. vichada Druce, 1874
- P. vitringa Hewitson, 1858
- P. volara Hewitson, 1868
- P. xanthica Hewitson, 1868
- P. xenoclea Felder, 1861
- P. yeba Hewitson, 1857
- P. zurita 1916